# Rolf von Nordenskjöld
Rolf von Nordenskjöld (* 7. Dezember 1957 in Berlin) ist ein deutscher Jazz-Saxophonist (Bariton), Flötist, Arrangeur, Komponist und Bigband-Leader.

## Leben und Wirken
Nordenskjöld wuchs in Zeuthen bei Berlin auf und studierte dort von 1979 bis 1983 Saxophon und Flöte an der Hochschule für Musik „Hanns Eisler“. Nach dem Studium unterrichtete er bis 2007 an dieser Hochschule und nahm in den Jahren 1991–1993 eine Gastprofessur wahr. Von 1983 bis 1985 war er Mitglied im Orchester des Friedrichstadtpalastes. Daneben spielte Nordenskjöld unter anderem in der Dieter-Keitel-Big-Band und im Saxophon-Quartett Berlin, aus dem das 'Leipziger Saxophon-Quartett unter der Leitung von Bernd Brückner hervorging. Im Jahr 1999 spielte dieses Quartett die CD Passages mit Kompositionen von Nordenskjöld ein.
Aufgrund seiner Affinität zum Jazz gründete er 1990 das Rolf-von-Nordenskjöld-Quartett und veröffentlichte 1993 die CD Niemandsland.

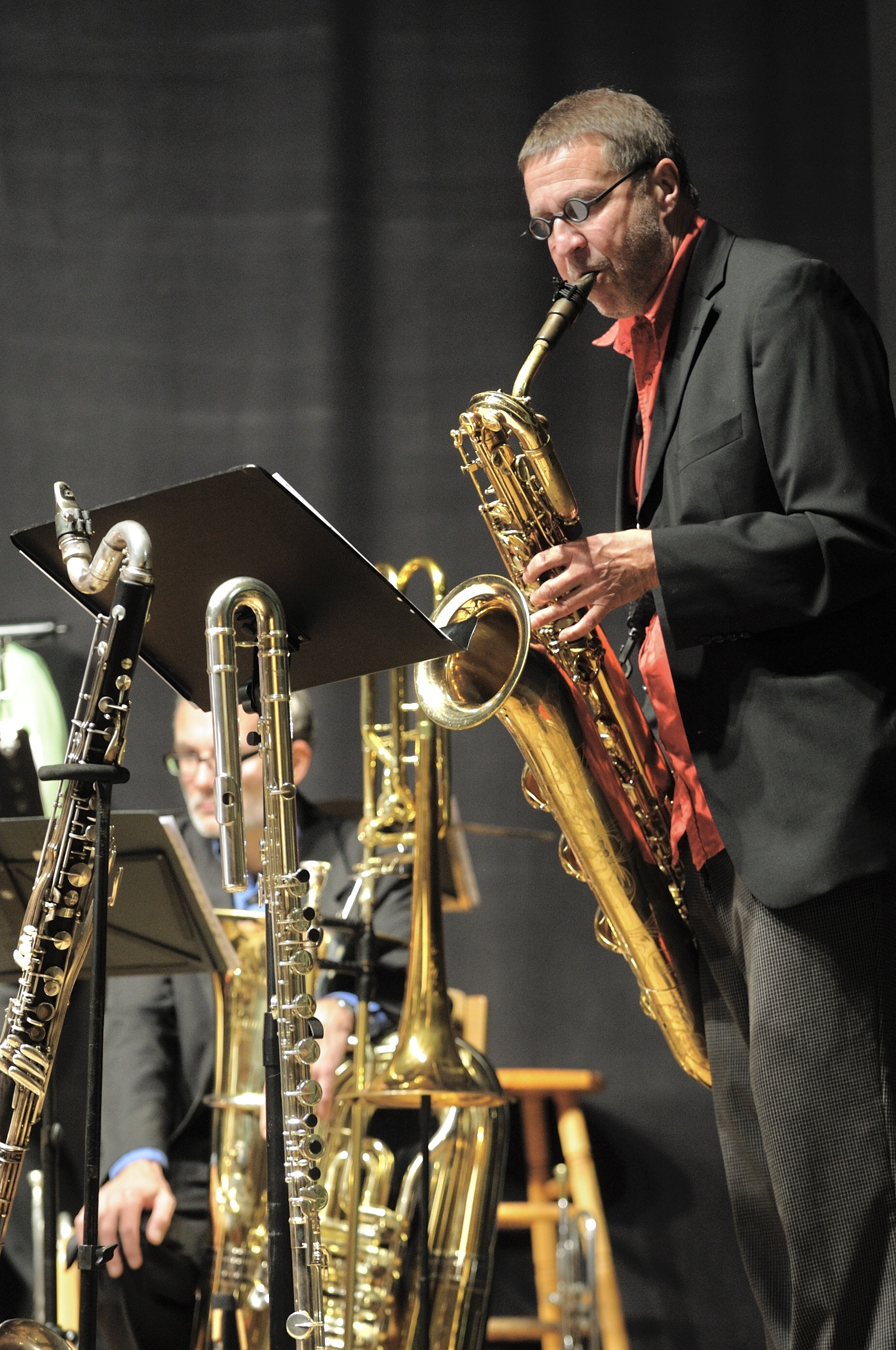
Rolf von Nordenskjöld bei der Aufnahme der CD "Einspielzeit im Niemandsland", 2015

Im Jahr 1995 rief er sein Rolf-von-Nordenskjöld-Orchestra ins Leben. Bis heute veröffentlichte die Big Band vier CDs und präsentierte sich in über 80 Konzerten. Bereits im selben Jahr kam ihre erste CD Out of the Past heraus, es folgten Live in Berlin, Berlin Sketchbook sowie die aktuelle CD Einspielzeit im Niemandsland. Hervorzuheben ist bei der letztgenannten Live-Aufnahme das Stück „Niemandsland“, bei dem Karola Elßner das selten in Big Bands zu hörende Instrument Duduk spielt. Die Band begleitete außerdem Sänger wie Bill Ramsey, Gitte Hænning, Paul Kuhn, Georgie Fame und spielte mit Ack van Rooyen und dem Jazz-Mundharmonika-Spieler Hendrik Meurkens. Statt mit Posaunen wurde die Bigband für einige Aufnahmen mit ungewöhnlichen Instrumenten wie Tuba und Euphonium besetzt.
In den Jahren 1996 bis 2000 war von Nordenskjöld ständiger Gast bei der RIAS-Bigband und hat an zahlreichen Aufnahmen des Orchesters mitgewirkt. Nach dem Tode von Helmut Brandt (2001) übernahm Rolf von Nordenskjöld dessen Band und veröffentlichte im Jahr 2003 die CD Long Distance.
In den Jahren 2006 und 2007 übernahm von Nordenskjöld die Leitung der Big Band der Deutschen Oper Berlin und der Robert-Schumann-Philharmonie Chemnitz (siehe Diskographie).
Mit seinem Saxophonquartett (Friedemann Matzeit, Sopransaxophon; Uli Kempendorff, Tenorsaxophon; Nico Lohmann, Altsaxophon) nahm er 2004 die CD Four in a row auf und ging im selben Jahr auf Mexikotournee. Seit 2015 wird das Quartett durch die Saxophonistin Birgitta Flick (Tenor) erweitert.
2002 gründete Nordenskjöld mit der Cellistin Danuta Jacobasch das Duo Doublewood (gleichnamige CD bei BIT 2006). Seit 1997 spielt er auch im Duo mit dem Bassisten Marc Muellbauer (CD Sleepwalk). In Friedhelm Schönfelds 2011 gegründetem neuen Quartett spielt Nordenskjöld Baritonsaxophon, Baßflöte, Piccolo und Kontrabassklarinette (siehe Diskographie).
Seit 2001 unterrichtet er an der HMT „Felix Mendelssohn Bartholdy“ Leipzig und leitet dort die Hochschul-Big-Band. Im Jahr 2019 wurde er zum Honorarprofessor ernannt.

## Diskographie
- 1988 The Swingin` Crew (Dieter Keitel Big Band)
- 1992 Vox Humana (Inner Pipes)
- 1993 Niemandsland (Rolf von Nordenskjöld Quartett)
- 1995 Out of the Past (Rolf von Nordenskjöld Orchestra)
- 1998 Sleepwalk (Rolf von Nordenskjöld – Marc Muellbauer)
- 1999 Passages (Leipziger Saxophon Quartett)
- 2001 Live in Berlin (Rolf von Nordenskjöld Orchestra)
- 2003 Long Distance (Brandicity)
- 2004 Four in a Row (Four In A Row)
- 2004 Berlin Sketchbook (Rolf von Nordenskjöld Orchestra)
- 2005 Doublewood (Danuta Jacobasch – Rolf von Nordenskjöld)
- 2008 Premiere (Big Band der Deutschen Oper Berlin)
- 2009 Touchdown (Big Band der Robert-Schumann-Philharmonie Chemnitz)
- 2010 How Long Is Now (Big Band der Deutschen Oper)
- 2011 Woodstock am Karpfenteich (Friedhelm Schönfeld Quartett)
- 2015 What Happened? (Friedhelm Schönfeld Quartett)
- 2016 Einspielzeit im Niemandsland (Rolf von Nordenskjöld Orchestra)